# Stepan Prokopovič Timošenko
Stepan Prokopovič Timošenko [stépan prokópovič timošénko] (ukrajinsko Степа́н Проко́пович Тимоше́нко, rusko Степа́н Проко́фьевич Тимоше́нко, angleško Stephen Prokofyevich Timoshenko), ukrajinsko-ameriški inženir, * 22. december (10. december, julijanski koledar) 1878, Špotivka, Černigovska gubernija, Ruski imperij (danes Ukrajina), † 29. maj 1972, Elberfeld, Wuppertal, Nemčija.
Timošenko velja za očeta sodobne tehniške mehanike, veje uporabne mehanike. Napisal je pomembna dela s področja tehniške mehanike, elastičnosti in trdnosti, ki se uporabljajo še danes. Po njem je poimenovana Timošenkova teorija nosilcev.
Študiral je na Želežničarskem inštitutu v Sankt Peterburgu, kjer je leta 1901 diplomiral. Leta 1918 je bil z Volodimirjem Vernadskim ustanovni član Nacionalne akademije znanosti Ukrajine, kjer je do 1920 vodil inštitut za mehaniko, ki je danes poimenovan po njem. Ko je leta 1919 Bela armada okupirala Kijev je pobegnil v državo SHS, kjer je postal profesor na Univerzi v Zagrebu. Leta 1920 je med kratkotrajno osvoboditvijo Kijeva boljševikov od tam v Zagreb pripeljal svojo družino. Leta 1922 je emigriral v ZDA.